# Poem To A Horse
Poem To A Horse piosenka latynoskiej piosenkarki Shakiry z albumu Laundry Service.

## Wersje
1. Poem To A Horse (Live)
2. Poem To A Horse (Album Version)

## Listy przebojów
| Chart (2004)                     | pozycja |
| -------------------------------- | ------- |
| Brazil Top 100                   | 61      |
| Polish Top 100                   | 8       |
| Billboard Bubbling Under Hot 100 | 23      |